# Specimen idiomatum et characterum exoticorum
Specimen idiomatum et characterum exoticorum är en hyllningsbok till kung Gustav III, tryckt 1784 av Propaganda fide i Rom. Boken innehåller fyrtiosex versioner på olika språk av en hyllningsvers till Gustav III författad av Gudmund Jöran Adlerbeth:

Om Rom har kungar sett ur Nordens kalla rike,
Som krossat all des prakt och gutit forsar blod,
Det ser ur samma land i dag AUGUSTI like
Ge vitra konster lif och snillen eld och mod.

Boken överlämnades till Gustav III i april 1784 i Rom under dennes  italienska resa. Exemplar av boken finns på flera svenska bibliotek, bl.a. Kungliga biblioteket, Lunds universitetsbibliotek och Uppsala universitetsbibliotek.